# Turmhügel Schloss (Ködnitz)
Der Turmhügel Schloss, auch Burg Vannau genannt, ist eine abgegangene mittelalterliche Wasserburg vom Typus einer Turmhügelburg (Motte) etwa 200 Meter nordöstlich der Ortsmitte von Ködnitz im Landkreis  Kulmbach in Bayern.
Von der ehemaligen Mottenanlage ist noch der früher durch einen Wassergraben vom Weißen Main abgegrenzte Turmhügel erhalten.